# Ufita
L'Ufita è un fiume dell'Appennino campano, affluente in destra idrografica del Calore irpino.

## Idronimo
Il nome Ùfita (o talvolta Bùfeta) ha origini preromane, poiché la presenza di f intervocalico è un carattere tipico della lingua osca anticamente parlata dalle locali popolazioni irpino-sannitiche.
Nel medioevo, fin dal tempo dei Longobardi, divenne inoltre noto con il nome di Albi o Arvi (volgarmente Arbi, in latino medievale Album flumen) o anche Tropoaldo; quest'ultima denominazione derivava dal borgo medievale di Tropoaldo, situato un tempo presso la sponda sinistra del fiume.

## Percorso
Il fiume Ufita nasce dall'unione di diversi rami sorgentizi provenienti dalle alture della Baronia e del Formicoso in provincia di Avellino, scorre per lunghi tratti in direzione nord-ovest attraversando l'ampia vallata omonima (ove riceve le acque del torrente Fiumarella), lambisce quindi la provincia di Benevento per poi penetrarvi riversandosi infine, qualche chilometro dopo aver ricevuto l'affluente Miscano, nel fiume Calore Irpino all'altezza della stazione ferroviaria di Apice-Sant'Arcangelo.
Lungo 49 chilometri, con un bacino imbifero di 479 km², l'Ufita bagna i territori comunali di Vallata, Guardia Lombardi, Carife, Castel Baronia, Sturno,  Frigento, Flumeri, Ariano Irpino, Grottaminarda, Melito Irpino, Bonito, Montecalvo Irpino, Apice e Sant'Arcangelo Trimonte.